# 17 Гидры
17 Гидры (лат. 17 Hydrae) — тройная звезда в созвездии Гидры на расстоянии (вычисленном из значения параллакса) приблизительно 299 световых лет (около 91,6 парсек) от Солнца.

## Характеристики
Первый компонент (HD 76370A) — жёлто-белая звезда спектрального класса A3, или kA4hF1mF2. Видимая звёздная величина звезды — +6,702m. Масса — около 1,848 солнечной, радиус — около 2,64 солнечного, светимость — около 15,445 солнечной. Эффективная температура — около 7824 K.
Второй компонент (HD 76370B). Масса — около 0,31 солнечной. Орбитальный период — около 18,621 суток.
Третий компонент (HD 76369) — жёлто-белая звезда спектрального класса kA1hF2mF3. Видимая звёздная величина звезды — +6,93m. Масса — около 1,94 солнечной, радиус — около 1,77 солнечного, светимость — около 10,889 солнечной. Эффективная температура — около 7745 K. Орбитальный период — около 1318257 суток (3609,2 года). Удалён на 4 угловых секунды.

## Планетная система
В 2019 году учёными, анализирующими данные проектов HIPPARCOS и Gaia, у звезды обнаружена планета HIP 43822 b.